# Cantó de Sent Pardol la Ribiera
El cantó de Sent Pardol la Ribiera és un cantó francès del departament de la Dordonya, situat al districte de Nontronh. Té 7 municipis i el cap és Sent Pardol la Ribiera.

## Municipis
- Los Champs e Romenh
- Firbes
- Mialet
- Milhac de Nontronh
- Sent Front la Ribiera
- Sent Pardol la Ribiera
- Sensaut e la Cossiera

## Història
| Data d'elecció                           | Identitat            | Partit                    | Qualitat |
| ---------------------------------------- | -------------------- | ------------------------- | -------- |
| 1970-1988                                | Henri Millet-Lacombe | MRG                       |          |
| 1988-1994                                | Jean-Marie Guillout  | RPR                       |          |
| 1994-2001                                | Henri Brives         | PS                        |          |
| 2001-                                    | Georges Colas        | Divers gauche, després PS |          |
| les dades anteriors no són pas conegudes |                      |                           |          |
|                                          |                      |                           |          |

## Demografia
| 1962  | 1968  | 1975  | 1982  | 1990  | 1999  | 2006  |
| ----- | ----- | ----- | ----- | ----- | ----- | ----- |
| 6.633 | 5.968 | 5.610 | 5.152 | 4.747 | 4.478 | 4.481 |